# ماموث كولومبي

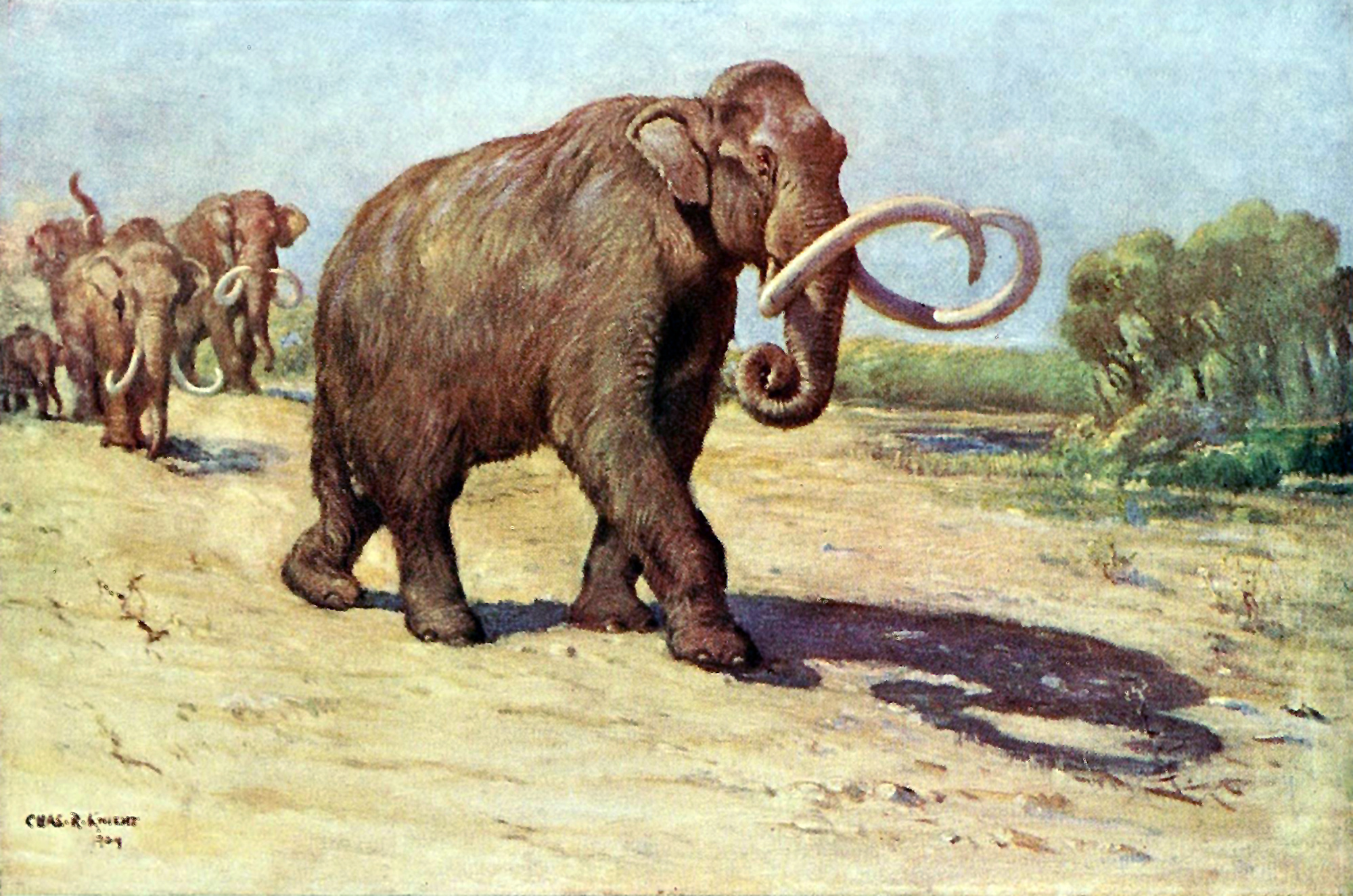
إعادة إنشاء الماموث الكولومبي

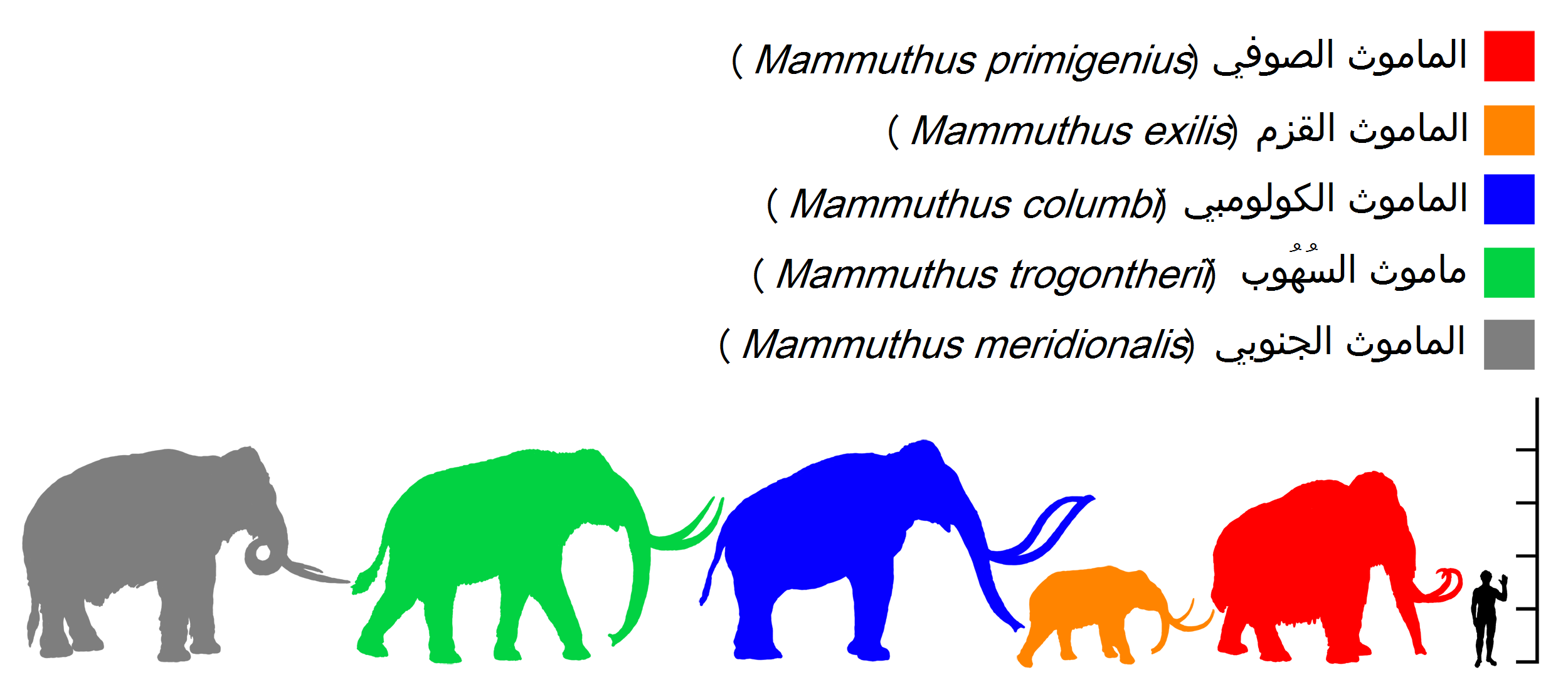
مقارنة حجم الماموث الكولومبي (الأزرق) مع أنواع الماموث الأخرى والإنسان

الماموث الكولومبي (Mammuthus columbi) هو نوع منقرض من الماموث عاش في أمريكا الشمالية شمالًا حتى شمال الولايات المتحدة وجنوبًا حتى كوستاريكا خلال فترة البليستوسين، كان واحدًا من آخر أنواع خط الماموث، تطور الماموث الكولومبي من ماموث السهوب الذي دخل أمريكا الشمالية عبر آسيا قبل حوالي 1. 5 مليون سنة مضت، وقد تطور الماموث القزم الذي قطن جزر القناة في كاليفورنيا من الماموث الكولومبي، أقرب قريب موجود حاليًا للماموث الكولومبي وأنواع الماموث الأخرى هو الفيل الآسيوي.